# Isola della Peraiola
L'Isola della Praiola, denominata anche Isola della Peraiola, è un isolotto minore roccioso del Canale di Corsica, con coste alte e frastagliate, situato al largo del tratto costiero occidentale dell'isola di Capraia, di fronte a Punta del Trattoio. Sono situate nelle acque del Canale di Corsica e rientra nel parco nazionale dell'Arcipelago Toscano.
Oltre alla lumaca Milax nigricans, sull'isola vive la Tyrrheniellina josephi; tra i vegetali è presente la gariga con alcuni esemplari dell'endemica ginestra Calicotome villosa inermis (ginestra spinosa della Peraiola), presente anche sull'isola dei Topi presso l'Elba.